# Velika nagrada Montevidea 1947
Velika nagrada Montevidea 1947 je bila dvajseta dirka za Veliko nagrado v sezoni 1947. Odvijala se je 17. avgusta 1947 na dirkališču Playa Ramirez v Montevideu. 

## Dirka
| Poz | Dirkač                 | Moštvo              | Dirkalnik        | Krogi  | Čas/Odstop |
| --- | ---------------------- | ------------------- | ---------------- | ------ | ---------- |
| 1   | Oscar Gálvez           | YPF Cerveza Quilmes | Alfa Romeo 308   | 30     | ?          |
| 2   | Victorio Rosa          | Privatnik           | Maserati 8CL     | 30     | + ?        |
| 3   | Ernesto Nanni          | Privatnik           | Ford V8          | 29     | +1 krog    |
| 4   | Carlos Fortunati Firpo | Privatnik           | Ford V8          | 28     | +2 kroga   |
| Ods | Juan Manuel Fangio     | Privatnik           | Volpi-Chevrolet  | 18     | Trčenje    |
| Ods | Pablo Llano            | Privatnik           | Maserati 8CL     | 11     |            |
| Ods | Juan Gálvez            | Privatnik           | Alfa Romeo 8C-35 | 1      |            |
| DNS | Eitel Cantoni          | Privatnik           | Maserati 8CL     | Ventil |            |
| DNS | Pascual Puopolo        | Privatnik           | Maserati 8CL     |        |            |